# Otmanli
Otmanli este o arie protejată (sit de importanță comunitară — SCI) din Bulgaria întinsă pe o suprafață de 8,83 ha, integral marine.

## Localizare
Centrul sitului Otmanli este situat la coordonatele 42°26′30″N 27°31′43″E / 42.4418°N 27.5287°E.

## Înființare
Situl Otmanli a fost declarat sit de importanță comunitară în noiembrie 2013 pentru a proteja 4 specii de animale.

## Biodiversitate
Situată în ecoregiunea marină a Mării Negre, aria protejată conține 1 habitat natural: Bancuri de nisip acoperite în permanență slab de apă marină.
La baza desemnării sitului se află mai multe specii protejate:
- mamifere (2): marsuin (Phocoena phocoena), delfin mare (Tursiops truncatus)
- pești (2): scrumbie de dunăre (Alosa immaculata), rizeafcă (Alosa tanaica)

Pe lângă speciile protejate, pe teritoriul sitului au mai fost identificate 3 specii de plante, 4 specii de nevertebrate, 1 specie de pești.